# Carl Hiaasen

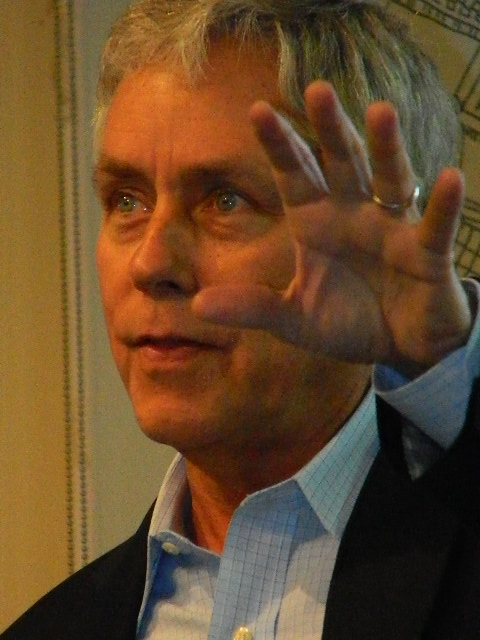
Carl Hiaasen

Carl Hiaasen (12 maart 1953) is een Amerikaans journalist, columnist en romanschrijver. 

## Biografie
Carl Hiaasen werd opgevoed in Plantation, Florida (nabij Fort Lauderdale) en is van Noorse afkomst. Hiaasen was de eerste van vier kinderen en de zoon van een advocaat, Kermit Odel, en een lerares, Patricia. Hiaasen trouwde met Connie Lyford vlak na te zijn afgestudeerd aan de Universiteit van Emory in 1970, waar hij vaak schreef voor de schoolkrant, The Emory Wheel. In 1972 werd hij overgedragen aan de Universiteit van Florida, waar hij schreef voor The Independent Florida Alligator. In 1974 studeerde hij opnieuw af, met een attest journalistiek. In 1996 scheidde Hiaasen van zijn vrouw, en trouwde opnieuw in 1999, dit keer met Fenia Clizer. Van elk huwelijk heeft hij één zoon. 
Hiaasen was een reporter voor Cocoa Today voor twee jaar. Sinds 1976 werkte hij vervolgens voor de Miami Herald, waar hij tot op de dag van vandaag is gebleven. In 1979 stapte hij over op onderzoekende journalistiek. In 1985 begon hij ook met het schrijven van columns, drie keer per week, maar na het succes van zijn romans werd dat teruggebracht tot eenmaal per week.
In 2002 bracht Hiaasen het eerste boek in de Erfgoed-serie van Christopher Paolini onder de aandacht van zijn uitgeverij, Alfred A. Knopf.

## Romanschrijver
Na te zijn overgestapt op onderzoekende journalistiek begon Hiaasen met het schrijven van romans. Zijn eerste drie boeken waren samen geschreven met Bill Montalbano, tevens journalist: Powder Burn (1981), Trap Line (1981), en A Death in China (1984). In 1986 schreef Hiaasen zijn eerste soloboek genaamd Tourist Season. 
Hiaasen werkte verschillende jaren samen met Britse theaters voor de verfilming van zijn bestsellerboek Lucky You. Dat resulteerde in een stuk met muziek van Loudon Wainwright III. Het verscheen in 2008.

## Prijzen
- 2005 - Hoot - Newbery Honor en Rebecca Caudil Young Readers' Book Award